# Daniel Elfstrand (språkpedagog)
Daniel Elfstrand, född 6 mars 1858 i Övergrans församling, död 18 april 1945 i Danderyds församling, var en svensk språkpedagog och läroboksförfattare.
Elfstrand blev filosofie kandidat vid Uppsala universitet 1888 och var lärare vid Gävle borgarskola 1891–1923. Från sina tidigaste lärarår var Elfstrand en ivrig och framgångsrik förkämpe för den induktiv-imitativa språkundervisningsmetoden. Sina resultat lade han fram i Moderna språk 1915 och 1920. Elfstrand utgav även en mängd läroböcker, som fick stor användning i svenska skolor. Daniel Elfstrand är begravd på Gamla kyrkogården i Gävle.